# Mrzygłody Lubyckie (Basses-Carpates)
Pour les articles homonymes, voir Mrzygłody Lubyckie.
Mrzygłody Lubyckie est une localité polonaise de la gmina de Horyniec-Zdrój, située dans le powiat de Lubaczów en voïvodie des Basses-Carpates.